# Agencia de Información Turan
La Agencia de Información Turan (en azerí: Turan İnformasiya Agentliyi) es una agencia de información azerbaiyana con sede en Bakú. Es considerado el último medio de comunicación independiente en Azerbaiyán.
Fue fundada cuando Azerbaiyán aún se llamaba República Socialista Soviética de Azerbaiyán, en 1990 por un grupo de periodistas que se negaron a trabajar en los medios estatales. La Agencia redacta artículos de análisis y noticias en tres idiomas: Azerbaiyano, inglés y ruso. Los temas incluyen política, economía, finanzas, comunicación, religión, cultura y deporte. 
Las principales agencias de información internacionales como Reuters, Agence France-Presse y BBC utilizan la información de Turan. La Agencia difunde sus noticias a través de internet y mediante la publicación periódica de boletines.
En 2017 la empresa fue acusada por el gobierno de evasión de impuestos, lo cual condujo al allanamiento de su sede y la captura de su director Mehman Aliyev; sin embargo, todo se habría tratado de una persecución política por sus críticas al régimen de Ilham Aliyev.